# Parhippolyte misticia
Parhippolyte misticia is een garnalensoort uit de familie van de Barbouriidae. De wetenschappelijke naam van de soort is voor het eerst geldig gepubliceerd in 1989 door J. Clark.